# Световен рали шампионат (1973)
Световен рали шампионат – Сезон 1973 година е първият кръг от календара на ФИА - Световния рали шампионат.
Шампионата има 13 състезания, всяко от които се провежда в различна страна на света. Много от събитията продължават да са част от шампионата и в наши дни, включително Рали Монте Карло, Рали Швеция, Рали Корсика и Рали Великобритания, докато други, вече не са част от шампионата.
Както и през следвощите сезони, състезанията на макадам (чакъл), формират по-голямата част на календара. Две състезания се провеждат основно на асфалт, а едно е изцяло на сняг и лед. Три от кръговете се провеждат на смесени настилки, включващи пътища с твърда и мека повърхност.
Първо място в първенството на производителите е категорично спечелено от Рено Алпин. FIAT сравнително успешно се бори през сезона и се класира втори, трети оставаг претендентите от Форд, но съпротивата им не е сериозно предизвикателство на Алпините.
Все пак, това ще се окаже последната титла за Рено Алпин, тъй като през следващите години ще отстъпилидерството на италианските фирми Ланчия и FIAT.
Титлата ще се завърне във Франция, едва през Сезон 1985, когато Световен рали шампион при производителите ще стане Пежо, с легендарния модел „205“.
От 1973 г. до 1978 г., WRC титла се дава само на производителите на автомобили. Също така ФИА дава точки само за най-високо класирал се автомобил. Така например, ако даден производител има коли на 2-ро, 4-то и 10-о място, те получавали точки само за 2-рото място. Въпреки това, производителите са имали предимство в точкуването от класиралите се така автомобили, тъй като точките за 4-то и 10-о място не могат да бъдат взети от други производители.
Водещи пилоти през сезона са френските пилоти на Рено Алпин – Жан-Люк Терие и Жан-Пиер Никола. Други известни пилоти, участници в тови шампионат са Стиг Бломквист и Бьорн Валдегард (Швеция) и Хану Микола и Тимо Макинен (Финландия).